# Melalahden lehdot ja Horkanlampi
Melalahden lehdot ja Horkanlampi este o arie protejată (arie specială de conservare — SAC, sit de importanță comunitară — SCI) din Finlanda întinsă pe o suprafață de 34 ha, integral pe uscat.

## Localizare
Centrul sitului Melalahden lehdot ja Horkanlampi este situat la coordonatele 64°23′43″N 27°40′42″E / 64.3952°N 27.6782°E.

## Înființare
Situl Melalahden lehdot ja Horkanlampi a fost declarat sit de importanță comunitară în august 1998 pentru a proteja 1 specie de plante și 1 specie de animale. Situl a fost protejat și ca arie specială de conservare în aprilie 2015.

## Biodiversitate
Situată în ecoregiunea boreală, aria protejată conține 3 habitate naturale: Ape puternic oligomezotrofe cu vegetație bentonică cu Chara spp., Păduri fino-scandinave bogate în ierburi cu Picea abies, Mlaștini împădurite.
La baza desemnării sitului se află mai multe specii protejate:
- plante (1): Diplazium sibiricum
- mamifere (1): veveriță zburătoare siberiană (Pteromys volans)

Pe lângă speciile protejate, pe teritoriul sitului au mai fost identificate 14 specii de plante, 17 specii de păsări.